# Fostoria (Ohio)
Fostoria is een plaats (city) in de Amerikaanse staat Ohio, en valt bestuurlijk gezien onder Hancock County en Seneca County en Wood County.

## Demografie
Bij de volkstelling in 2000 werd het aantal inwoners vastgesteld op 13.931.
In 2006 is het aantal inwoners door het United States Census Bureau geschat op 13.337, een daling van 594 (-4.3%).

## Geografie
Volgens het United States Census Bureau beslaat de plaats een oppervlakte van
19,4 km², waarvan 18,8 km² land en 0,6 km² water. Fostoria ligt op ongeveer 229 m boven zeeniveau.

## Plaatsen in de nabije omgeving
De onderstaande figuur toont nabijgelegen plaatsen in een straal van 16 km rond Fostoria.